# Dajićko jezero
43° 25′ 27.87″ N 20° 15′ 46″ E / 43.4244083° С; 20.26278° И
Dajićko jezero (jezero Tičar) je tresava koja se nalazi na severozapadnoj strani planine Golije, u selu Gleđica, a ispod uzvišenja Tičar na 1438 metra nadmorske visine. Udaljeno je 33 km od Ivanjice, varošice u zapadnoj Srbiji.

## Karakteristike
Dajićko jezero je trouglastog oblika, obrazovano je od atmosferskih padavina. Padavine su vremenom obrazovale udubljenje sve do izdana. Jezero i danas vodu dobija najvećim delom od atmosferskih taloga, kao i od kaptiranog izvora. Na izvoru je napravljena česma posvećena Vlastimiru Parezanoviću, pioniru šumarstva u ovom kraju. Veličina jezera je između 10 i 15 metara, mada se menja, tj. nema stalnu veličinu. 
Za jezero su vezane mnoge legende i predanja, ali i naučni radovi. Pod nazivom Dajićko jezero se prvi put pominje u spisima Josifa Pančića, Nedeljka Košanina i Jovana Cvijića, dok je kod meštana bio ustaljen naziv Tičar. Nedeljko Košanin je jedan od prvih naučnika koji je proučio jezero. U vreme njegovih istraživanja 1906. godine, površina vodenog jezera iznosila je 460 m², što predstavlja tek četvrtinu njegove prvobitne površine i jasno ukazuje na ubrzan proces eutrofikacije. Košanin je uz Radovana Ršumovića, odgovoran je što su mnogobrojne legende vezane za jezero razotkrivene.
Zimi je jezero pokriveno debelim slojem leda i snega, a leti kao mesto za izlete privlači mnogobrojne turiste iz raznih krajeva. Faunija jezera je nedovoljno istražena, ali je ustanovljeno da u jezeru žive tri akvatične vrste insekata iz reda Odoneta i da je ovo jedno od retkih staništa repatog vodozemca (лат. Triturus cristatus).
Nekada su se na jezeru svakog 8. maja održavala služba, a sada se na istom mestu svakog 21. jula održava sabor.

## Više o jezeru
Tičar jezero za koga se vežu mnoge legende i mitovi. Nalazi se u gustoj četinarskoj šumi u selu Gleđica, u blizini  naselja Bele vode. Mnogi akademici su pisali naučne radove na temu ovog jezera a jedni od njih su dr. Nedeljko Košanin i Radovan Ršumović. Jezero je u osnovi trouglasto a okruženo je gustom četinarskom šumom. Jezero je trenutno veoma malo oko 10-15 metara. Ranije je bilo mnogo veće i oticalo je u reku Pakašnicu. Jezero je obrazovano od atmosferskih voda i jezerska voda je vremenom rastvarala stene na svom dnu, tako da se basen jezera udubljivao dok nije dopro do izdana odakle i danas dobija vodu i tako se održava.

## Svatovsko jezero
Prema jednoj legendi u jezeru su se nekada utopili svatovi, pa se zove i Svatovsko. Po po nekim pričama tu se okupljaju gorske vile. U legendi „Čudovište iz jezera” kaže se: Iz Daićkog jezera stalno se pojavljivalo nekakvo čudovište. Izlazilo je na pašnjake oko jezera i tuklo se sa volovima daićkih i gleđičkih čobana. Dozlogrdi to čobanima i naprave plan kako da ga unište. Zamole jednog kovača iz Daića da svome volu okuje rogove. Kovač je posebno hranio i negovao svoga bika koji će se bosti sa grdosijom iz jezera. U borbi kovačev bik, na veliku radost čobana, nadjača grdosiju iz jezera. Ona se stropošta u jezero i nikako se više nije pojavljivala na pašnjacima u okolini jezera. Od tada su čobani mirno napasali svoja goveda. Posle uništenja grdosije u Daićkom jezeru, narednih godina okolna sela je tukao grad, a najviše selo Gleđicu. Dozlogrdi to Gleđičanima pa pozovu pet sveštenika na dan svetog Prokopija da drže denije na jezeru i zauzmu ovaj dan za svoju drugu preslavu, posle Trojica, jer im je neko iz jezera rekao da tako mogu spasti letinu. I od tada se svake godine na jezeru održava sabor, gde se okuplja svet, ne samo iz okolnih sela, već i sa velike daljine, čak od Moravice i Studenice.

## Galerija fotografija
- Dajićko jezero zimi

## Literatura
- Мала енциклопедија Просвета (3 изд.). Београд: Просвета. 1985. ISBN 978-86-07-00001-2. Недостаје или је празан параметар |title= (помоћ)
- Марковић, Јован Ђ. (1990). Енциклопедијски географски лексикон Југославије. Сарајево: Свјетлост. ISBN 978-86-01-02651-3.